# Гиоргадзе, Фадима Хасановна
Фадима Хасановна Гиоргадзе (1905 год, село Хелвачаури, Батумская область, Российская империя — 1974 год) — колхозница колхоза имени Коминтерна Кобулетского района Аджарской АССР, Грузинская ССР. Герой Социалистического Труда (1949).

## Биография
Родилась в 1905 году в крестьянской семье в селе Хелвачаури Батумской области (сегодня в городских границах Батуми). После окончания местной сельской школы трудилась в сельском хозяйстве. С 1930 года — рядовая колхозница на чайной плантации колхоза имени Коминтерна Кобулетского района.
В 1948 году собрала 6115 килограмм сортового зелёного чайного листа с площади 0,5 гектара. Указом Президиума Верховного Совета СССР от 29 августа 1949 года удостоена звания Героя Социалистического Труда за «получение высоких урожаев сортового зелёного чайного листа и цитрусовых плодов в 1949 году» с вручением ордена Ленина и золотой медали «Серп и Молот» (№ 4624).
Этим же Указом званием Героя Социалистического Труда была награждена труженица колхоза имени Коминтерна колхозница Хурия Реджебовна Накашидзе.
За выдающиеся трудовые достижения по итогам 1949 года была награждена вторым Орденом Ленина.
С 1968 года — персональный пенсионер союзного значения. Умерла в 1974 году.
Награды
- Герой Социалистического Труда
- Орден Ленина — дважды (1949; 19.07.1950)